# Alexandr Bezruchkin
Alexandr Bezruchkin –en ruso, Александр Безручкин– (Uliánovsk, 5 de noviembre de 1971) es un deportista ruso que compitió en lucha grecorromana. Ganó una medalla de oro en el Campeonato Mundial de Lucha de 2001 y dos medallas en el Campeonato Europeo de Lucha, oro en 2001 y bronce en 1997.

## Palmarés internacional
| Campeonato Mundial | Campeonato Mundial  | Campeonato Mundial | Campeonato Mundial |
| Año                | Lugar               | Medalla            | Categoría          |
| ------------------ | ------------------- | ------------------ | ------------------ |
| 2001               | Patras (Grecia)     | Medalla de oro     | 97 kg              |
| Campeonato Europeo |                     |                    |                    |
| Año                | Lugar               | Medalla            | Categoría          |
| 1997               | Kouvola (Finlandia) | Medalla de bronce  | 125 kg             |
| 2001               | Estambul (Turquía)  | Medalla de oro     | 97 kg              |